# Leland (Iowa)
Leland es una ciudad ubicada en el condado de Winnebago en el estado estadounidense de Iowa. En el Censo de 2010 tenía una población de 289 habitantes y una densidad poblacional de 82,11 personas por km².

## Geografía
Leland se encuentra ubicada en las coordenadas 43°20′2″N 93°37′55″O / 43.33389, -93.63194. Según la Oficina del Censo de los Estados Unidos, Leland tiene una superficie total de 3.52 km², de la cual 3.44 km² corresponden a tierra firme y (2.28%) 0.08 km² es agua.

## Demografía
Según el censo de 2010, había 289 personas residiendo en Leland. La densidad de población era de 82,11 hab./km². De los 289 habitantes, Leland estaba compuesto por el 93.43% blancos, el 1.04% eran afroamericanos, el 1.04% eran amerindios, el 1.38% eran asiáticos, el 0% eran isleños del Pacífico, el 2.42% eran de otras razas y el 0.69% pertenecían a dos o más razas. Del total de la población el 5.54% eran hispanos o latinos de cualquier raza.